# Testbenzin
Testbenzine sind raffinierte Benzine aus der Gruppe der Schwerbenzine, bei denen der Siedepunkt zwischen 130 °C und 220 °C liegt und der nach Abel-Pensky (DIN 51755) ermittelte Flammpunkt über 21 °C. Die Testbenzine werden nach den DIN-Normen 51632-1 und 51632-2 – abhängig vom Siedebereich – in fünf Gruppen und zusätzlich in „Normalware“ und „Entaromatisierte Ware“ unterteilt. Testbenzine enthalten flüchtige Organische Verbindungen (VOC) mit mittlerer Flüchtigkeit. Der Name Testbenzin bezieht sich darauf, dass das Benzin für einen bestimmten Bereich (Flammpunkt, Siedebereich) getestet ist.

## Eigenschaften
Testbenzin ist eine farblose, klare Flüssigkeit mit benzinartigem Geruch. Verlangt wird je nach Verwendungszweck eine möglichst rückstandsfreie Verdunstung sowie Freiheit von Verunreinigungen und sauren Bestandteilen. Falls es sich um Lösungsbenzin handelt, beeinflusst der Aromatengehalt das Lösungsvermögen entscheidend, besonders bei Harzen.
Aus seiner Zusammensetzung ergibt sich der spezifische Flammpunkt und Siedebereich des Testbenzins und seine Eignung für bestimmte Anwendungen.
Angaben zu den grundlegenden physikalischen und chemischen Eigenschaften, sowie der Umgang der über den Verwendungszweck bestimmt,
sind im Sicherheitsdatenblatt angegeben.
Diese sind durch die Normen DIN (DIN EN 228, DIN 1345), ISO, ASTM (ASTM D 235, ASTM D 1250, ASTM D 4057, ASTM D 4175), UOP, IP, BS, EPA, SMS (Shell Method Series) geregelt.

## Zusammensetzung, Herstellung
Testbenzine nach DIN 51632 setzen sich zusammen aus verschiedenen flüssigen Kohlenwasserstoffen, vorwiegend Aliphaten: n-, iso-Alkane (Paraffine), die aber bei „Entaromatisierter Ware“ aus synthetischen Iso-Alkanen (Paraffinen) produziert werden. Alkene, sowie Cycloaliphaten (Cycloalkane-, alkene), zusätzlich sind Aromatische Kohlenwasserstoffe enthalten {Benzol, Xylole (Isomerengemisch o-, m-, p-), Propyl-Ethylbenzole, Mesitylen (Trimethylbenzole), Toluol}, in der Regel unter 25 % („aromatenarm“); („geruchlos“) Aromaten <2 %. Es wird aus den Fraktionen Schwerbenzin; C7–C9 (Kohlenstoffatome), (Sdp. 100 °C–150 °C), Naphtha; C9–C11, (Sdp. 150 °C–180 °C) und Petroleum; C12–C14, (Sdp. 180 °C–250 °C) hergestellt. Bei Spezialprodukten wie Testbenzin können nur ungecrackte Fraktionen aufgearbeitet werden. Wegen der engen Siedegrenzen können diese Produkte nicht unmittelbar aus Seitenkolonnen abgezogen werden, sondern werden durch nochmalige Destillation einer entsprechenden Fraktion gewonnen.

## Verwendung
Testbenzin dient als Löse- und Verdünnungsmittel in Produkten wie Klebstoffen und Anstrichen wie z. B. Holzschutzmitteln, Lacken sowie Dispersions- und Ölfarben.
In seiner Verwendung als Reinigungs- und Entfettungsmittel wird auch der Begriff Fleckbenzin verwendet. Aus Gründen des Umweltschutzes und der Gesundheit ist hier möglichst aromatenfreies und damit „geruchloses“ Testbenzin erwünscht. Zur Anwendung auf Kunststoffen ist dies sogar oft eine Notwendigkeit, denn Aromate lösen Weichmacher aus Kunststoffen, die dadurch verspröden.
Andererseits bewirkt ein höherer Gehalt an Aromaten eine deutlich größere Reinigungs- bzw. Entfettungsleistung und ist bei der Verwendung als Lösemittel von Vorteil, beispielsweise in Kunstharzlacken.

## Bezeichnungen
Die Qualität der handelsüblichen Mischungen variiert ohne Angabe der Mischungsanteile. Es wird häufig als Terpentinersatz, White Spirit bzw. als Terpentinölersatz sowie Lackbenzin, Sangajol, Kristallöl (Shell K21, K30, K40, K60) bezeichnet, da man früher für die gleichen Zwecke das Naturprodukt Terpentinöl verwendete. Terpentinersatz kann aber auch zusätzliche Aromaten enthalten oder sogar ganz ohne Benzine hergestellt werden, (Hydroterpin; Hydroterpentin) (Terpene, Tetralin, Decalin). White Spirits sind andere Mischungen verschiedenen Typs. Weil echtes Terpentinöl aber wesentlich teurer ist, haben die Ersatzprodukte das Original weitgehend aus dem Handel verdrängt.
Auch wird es als Siedegrenzbenzin bezeichnet, dies ist aber nicht richtig, da Siedegrenzbenzine; Flammpunkt <21 °C DIN 51631, wie der Name aussagt, in der Siedegrenze 60 °C–140 °C zwischen Leichtbenzin <100 °C und Schwerbenzin >100 °C ihren Siedebereich haben. Siedegrenzbenzine haben also z. B. folgende Bezeichnung 80/ 120, 100/ 125, (DIN Typ I) 60/ 95, (DIN Typ II) 80/ 110, (DIN Typ III) 100/ 140. Siedegrenzbenzine können also sowohl Leicht- als auch Schwerbenzine sein und haben einen deutlich niedrigeren Flammpunkt, sind daher leicht entzündlich.
Auch wird es als Reinigungs-, Waschbenzin bezeichnet, dies ist aber normalerweise Siedegrenzbenzin.
Als Testbenzin werden ebenfalls aromatenfreie synthetische Produkte bezeichnet (D-Benzine; D für „dearomatisiert“):
- D25 (Shellsol CAS-Nr. 64742-82-1, Scharrsol CAS-Nr. 64742-48-9)
- D30 EC-Nr. 919-446-0
- D40 EC-Nr. 919-857-5
- D60 CAS-Nr. 64742-48-9/ EC-Nr. 918-481-9 (White Spirit Type 3 aromatenfrei),
- D70 C11–C14; CAS-Nr. 64742-47-8
- D100 C12–C15; EC-Nr. 920-107-4
- D120 C14–C18; EC-Nr. 927-632-8 (Kerosine)
- entaromatisierte Spezialbenzine mit sehr engem Siedebereich C9–C12, Sdp. 175 °C–188 °C, etwa Shellsol T CAS-Nr. 90622-57-4, TD CAS-Nr. 64741-65-7, Exxon Isopar G, H, Scharrsol T 56 CAS-Nr. 90622-57-4.
- und schließlich weitere, deren Siedebereich auch höher sein kann (Hochsiedende–HT).[10][27]

Diese entaromatisierten Produkte werden auch als Terpentinersatz geruchlos bezeichnet.
In den Bereich der Testbenzine fallen auch:
Leuchtpetrol C10–C14 Sdp. 160 °C–250 °C, Shellsol H, Spezialpetrol D Sdp. 180 °C–220 °C CAS-Nr. 64742-82-1.
Auch gibt es Petrol D geruchlos C10–C13 CAS-Nr. 64771-72-8 mit einem Sdp. 190 °C und Flammpunkt 75 °C, CAS-Nr. 64742-47-8 Sdp. 190 °C–245 °C Flammpunkt 70 °C.
Die Hersteller solcher Produkte halten sich an die internationale Normbezeichnung für White Spirits ASTM D235-02, die einen Siedebereich zwischen 90 °C und 230 °C umfasst.
neu werden diese in Low flash point = 21 °C–30 °C; Medium flash point = 31 °C–54 °C; High flash point= > 55 °C unterteilt.
- (White Spirit Type 1) 2 %–25 % Aromaten, CAS-Nr. 64742-82-1/ Low EC-Nr. 928-136-4, Sdp. 132 °C–176 °C; EC-Nr. 927-344-2, Sdp.110 °C–180 °C ; Medium EC-Nr. 919-446-0, Sdp. 135 °C–220 °C {CAS-Nr. 8052-41-3 (US White Spirit, Stoddard Solvent, Sdp. 148.8 °C–204.4 °C)}, neu werden beide Typen unter der EC Nr. 919-446-0 zusammengefasst; High EC-Nr. 919-164-8, Sdp. 150 °C–230 °C
- (White Spirit Type 2) 5 % Aromaten, CAS-Nr. 64791-92-0, Sdp. 90 °C–230 °C;
- (White Spirit Type 3) (aromatenfrei) <2 % Aromaten, CAS-Nr. 64742-48-9 / Low EC-Nr. 927-241-2, Sdp. 110 °C–190 °C; Medium EC-Nr. 919-857-5, Sdp. 130 °C–210 °C; High EC-Nr. 918-481-9, Sdp. 160 °C–245 °C;
- (White Spirit Type 0) 2 %–25 % Aromaten, CAS-Nr. 64742-88-7 / EC-Nr. 919-446-0, Sdp. 140 °C–220 °C[28]

Auch gibt es Mischungen, die Solvent Naphtha / Solvesso / Shellsol CAS-Nr. 64742-95-6 enthalten, daher sollte man immer das Sicherheitsdatenblatt einsehen, um über die Inhaltsstoffe des Produkts genau informiert zu sein, denn die internationale Bezeichnung stimmt weder mit der DIN-Norm, noch mit den deutschen Bezeichnungen überein.